# 长叶绿绒蒿
长叶绿绒蒿（学名：Meconopsis lancifolia）为罂粟科绿绒蒿属下的一个种。

## 扩展阅读
- 維基物種上的相關：长叶绿绒蒿